# Universidade Normal de Anqing
A universidade Normal de Anqing (chinês simplificado: 安庆师范大学) é uma instituição de ensino superior em Anqing, província de Anhui, China.  As origens da faculdade datam de 1897, quando a primeira e maior escola provincial de Anhui, a academia Jinfu (敬敷书院), foi transferida para o campus de Linghu.